# Séisme de 1929 aux Grands Bancs
Le séisme de 1929 aux Grands Bancs est un tremblement de terre de magnitude 7,2 qui s'est produit le 18 novembre 1929  à 20 h 32 UTC dans l'Atlantique Nord, à environ 400 km au sud de l'île de Terre-Neuve, sur le bord des Grands Bancs de Terre-Neuve. Le séisme a fait 27 à 30 morts et les dégâts ont atteint entre 400 000 et plus d'un million de dollars de 1929,. Il fut ressenti jusqu'à Montréal et New York, et la vague du tsunami jusqu'aux côtes portugaises. À ce jour, c'est le seul tsunami connu qui ait frappé la côte atlantique du Canada.

## Impact
Le séisme a provoqué un glissement de terrain sous-marin qui causa la rupture de 12 câbles sous-marins téléphoniques et télégraphiques. Il causa un puissant tsunami qui dévasta une partie de la côte sud de Terre-Neuve par 3 vagues hautes de plus de 15 mètres chacune qui frappèrent la côte à une vitesse de 105 à 129 km/h environ 3 heures après le tremblement de terre,.

### Nouvelle-Écosse
Le tsunami déclenché par tremblement de terre frappa l'île du Cap-Breton, en Nouvelle-Écosse, causant la noyade d'une personne.

### Terre-Neuve
Le raz-de-marée a détruit plusieurs communautés de la côte de la péninsule de Burin, tuant 27 ou 28 personnes et laissant plus de 10 000 personnes sans abri dans 40 villages,. 
Après que la vague se fut retirée, les survivants furent obligés d'inventer leurs propres plans de sauvetage, tous les moyens de communication ayant été détruits et un blizzard frappant la zone sinistrée le lendemain du séisme. Le vapeur Portia n'a fait escale que trois jours après l'événement dans un des ports dévastés et a lancé un SOS. Le SS Meigle est alors parti de Saint-Jean de Terre-Neuve avec le personnel médical et le matériel nécessaire pour venir en aide aux victimes. 
Le tsunami avait détruit des bateaux, des engins de pêche, des approvisionnements et de l'équipement industriel appartenant à la moitié des travailleurs salariés de l'endroit. Les victimes de la catastrophe n'ont pas été remboursées pour les denrées alimentaires ni pour les réserves qu'elles avaient mises de côté pour se chauffer pendant l'hiver et qu'elles avaient perdues. Elles ont toutefois obtenu une compensation financière pour la réparation des maisons et pour les bateaux détruits. Des dons provenant de Terre-Neuve, du Canada, des États-Unis et du Royaume-Uni atteignirent 250 000 $ (de 1929).

### Saint-Pierre et Miquelon
L'archipel français de Saint-Pierre-et-Miquelon se trouve au sud de Terre-Neuve, juste à l'ouest de la péninsule de Burin. La population ressent le séisme à 16 h 30. Il dure une minute environ. À 17 h 20, le raz-de-marée atteint l'archipel. Il fait peu de dégâts sur l'île de Saint-Pierre, sans doute du fait de sa configuration et son orientation, submergeant les quais du port. Mais la vague frappe violemment l'île aux Chiens (actuelle île aux Marins), franchissant le banc de galets qui protège la côte sud, submergeant la partie basse de l'île et déplaçant quelques maisons. Aucune victime n'est à déplorer.

## Épilogue
Il n'y a jamais eu une liste officielle précise des victimes compilée par le gouvernement de Terre-Neuve, alors Dominion britannique. Dans le rapport intitulé « Pertes de vie », l'honorable Dr Harris Munden Mosdell, président du Conseil de la Santé Burin Ouest, a indiqué: « La perte de la vie par le raz-de-marée totalise vingt-sept décès causés directement par le bouleversement. Deux autres décès sont survenus par la suite et dus à des chocs nerveux et à l'exposition aux éléments ». Des recherches ultérieures ont attribué une mort supplémentaire au tremblement de terre.
En 1952, des scientifiques américains de l'Université Columbia ont assemblé les morceaux des câbles rompus, ce qui a conduit à la première documentation d'un courant de turbidité. Les chercheurs ont analysé les couches successives de sable déposé sur le fond marin, en utilisant celle du tsunami de 1929 trouvée à 13 cm sous la surface comme repère, pour essayer de trouver la fréquence de l’occurrence d'un tel phénomène.